# Dorcadion maderi
Dorcadion maderi là một loài bọ cánh cứng trong họ Cerambycidae.